# Nino (película de 1959)
Nino es un largometraje de la Unión Soviética dirigido por Leo Esakya.

## Ficha artística
Actores principales:
- Medea Chakhava 	... 	Nino
- Grigol Kostava 	... 	Archili
- Dodo Chichinadze 	... 	Eteri
- Meri Davitashvili 	... 	Maro
- Nikoloz Alkhazishvili 	... 	Vakhtangi
- V. Piliashvili 	... 	Nodari
- Dali Gogeliani 	... 	Tamari
- Ts. Chichinadze 	... 	Mzia
- Malkhazi Gorgiladze	... 	Kuka